# Mimosa grandistipula
Mimosa grandistipula är en ärtväxtart som beskrevs av Theodor Carl Karl Julius Herzog. Mimosa grandistipula ingår i släktet mimosor, och familjen ärtväxter. Inga underarter finns listade i Catalogue of Life.